# 宝林镇 (邛崃市)
宝林镇，是中华人民共和国四川省成都市邛崃市曾经下辖的一个镇。2019年12月，撤销宝林镇，将原宝林镇所属行政区域划归文君街道管辖。

## 行政区划
宝林镇撤销前下辖以下地区：
广岩社区、南岳村、金鸡村、百胜村、三一村、洪院村和凤山村。